# Josef Sorinow
Josef „Joji” Sorinov (hebr. ‏יוסף סורינוב‎; ur. 17 maja 1946 w Legnicy, zm. 1 lutego 2019 w Jerozolimie) – izraelski piłkarz grający na pozycji bramkarza.

## Życiorys
Wychowanek Beitaru Tel Awiw. Występował w nim w latach 1964–1966. Następnie był piłkarzem: Maccabi Netanja, Beitaru Jerozolima, Hapoelu Ramat Gan i Maccabi Tel Awiw. W latach 1971–1977 był również reprezentantem kraju. W reprezentacji zadebiutował 17 lutego 1971 w przegranym 0:2 meczu przeciwko Włochom. W 1976 roku wraz z reprezentacją wystąpił na igrzyskach olimpijskich w Montrealu. W 1978 roku zakończył karierę zawodniczą.